# James Fitzjames, vévoda z Berwicku

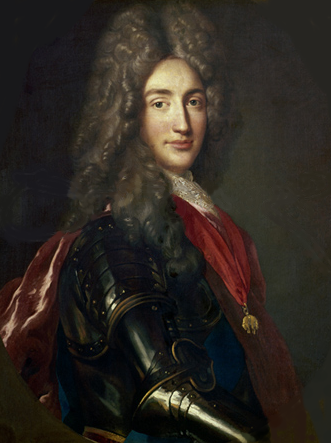
James FitzJames

James Fitzjames, 1. vévoda z Berwicku (čti v angličtině: Bervik, ve skotském nářečí: Berik a v irštině: Bervidk) (21. srpna 1670, Moulins – 12. červen 1734, Philippsburg), byl anglický vojevůdce, původem levoboček posledního katolického krále Anglie, Skotska a Irska Jakuba II. z rodu Stuartovců. Sloužil v anglických, irských, španělských a především francouzských ozbrojených silách. Byl maršálem francouzské a španělské armády, poradcem francouzských králů a dočasně i španělského krále Filipa V., obdržel titul francouzského paira a španělského granda. Byl rovněž guvernérem několika francouzských a španělských provincií. O svůj vliv a postavení ve Španělsku ale přišel v důsledku opakujících se sporů a špatných vztahů mezi Francií a Španělskem, jelikož už v roce 1703 přijal francouzské státní občanství. Své majetky ve Španělsku převedl na svého syna Jamese Berwicka, vévodu z Liria.

## Biografie

### Původ a mládí
James Fitzjames se narodil roku 1670 ve francouzském městečku Moulins. Na svět přišel jako levoboček (nemanželský syn) Jakuba, vévody z Yorku, pozdějšího anglického, skotského a irského krále Jakuba II. Jeho matkou byla Jakubova milenka Arabella Churchillová, sestra slavného vojevůdce sira Johna Churchilla, pozdějšího 1. vévody z Marlborough.
Již od útlého mládí se Jamesovi Fitzjamesovi dostávalo vzdělání na francouzských katolických školách v Juilly, Plessis a v jezuitské koleji La Fléche.

### Kariéra v armádě
Po skončení studií vstoupil James do válečných služeb francouzského maršála Karla V. Lotrinského a roku 1686 se zúčastnil vítězné bitvy u Budy (Maďarsko). Jeho otec, vévoda z Yorku, se stal v roce 1685 anglickým králem Jakubem II. Věděl o válečných úspěších svého syna a v roce 1687 mu udělil titul vévoda z Berwicku. V té době bylo Jamesovi teprve 17 let a v následující bitvě u Nagyharsány (Moháče) (Maďarsko) sloužil již v hodnosti plukovníka. Vynikající vojenské schopnosti vévody Berwicka vedly otce Jakuba II. k tomu, aby jmenoval syna velitelem 3. jezdeckého pluku „Royal Guards Blue“ a vyslal ho do Irska k potlačení povstání irských rebelů v hrabství Atrim. Králův levoboček se utkal s nepřítelem v bitvě u Belfastu a suverénně zvítězil.

### Mezi Stuartovci a Bourbony
James Fitzjames se po celý svůj život snažil podporovat zájmy svého otce, který byl roku 1688 vyhnán z Anglie a až do své smrti v roce 1701 žil v exilu. Byl to právě James Fitzjames, kdo roku 1688 zachránil svého otce a jeho rodinu, když zorganizoval a připravil jejich útěk do exilu ve Francii. V roce 1689 se také zúčastnil vojenského vpádu do Irska, když se Jakub II. pokusil získat zpět ztracený trůn. James Fitzjames se v bojích projevil jako statečný a schopný důstojník, povstání však bylo potlačeno a Jakub II. uprchl zpět do Francie. James Fitzjames ale nezaváhal ani na chvíli, postavil se do čela irských katolíků a dál bojoval proti vládnímu vojsku, v jehož čele stál jeho strýc z matčiny strany, John Churchill, vévoda z Marlborough. Roku 1690 vedl James Fitzjames katolickou armádu i do bitvy u Boyne (Drogheda, hrabství County Louth). Zde vévoda Berwick utrpěl porážku a protestanti zvítězili. Toto vítězství dodnes protestanti v Ulsteru slaví, což vzbuzuje u katolické menšiny nevoli a často vede k pouličním bitkám a výtržnostem. Po útěku do Francie sloužil James Fitzjames opět Bourbonům a v roce 1704 byl povýšen na generála. O několik let dříve, v roce 1696 se ale znovu pokouší pomoci svému otci a zaplétá se do pokusu o únos krále Velké Británie Viléma III. Oranžského. Po prozrazení spiknutí se mu podařilo včas opustit Anglii, kde tehdy v utajení žil. Za jeho věrné vojenské služby mu ale nebyl zavázán jen otec Jakub II. a francouzský král Ludvík XIV., ale také španělský král Filip V. Ve válkách o španělské dědictví se James Fitzjames významně přičinil o to, že se španělským králem nakonec stal roku 1714 definitivně právě vnuk Ludvíka XIV., Filip V. Jamesova loajalita vůči Bourbonům byla oceněna jak francouzským králem, který Jamese roku 1706 delegoval do hodnosti maršála Francie (maréchal de France) a jmenoval ho guvernérem Languedocu, tak i vděčným Filipem V., který mu udělil titul španělského granda a daroval mu vévodství Liria a Xerici. Po roce 1710 James Fitzjamse oficiálně s aktivní vojenskou službou skončil a začal psát své paměti: „The Memoires of Marshal Berwick“.

### Spory s bratrem
James Fitzjames hájil zájmy svého otce až do jeho smrti roku 1701. I po smrti Jakuba II. však nadále podporoval svého v exilu žijícího nevlastního bratra Jakuba Františka Stuarta, kterého uznal za jediného právoplatného krále Anglie, Skotska a Irska a zavázal se mu věrně sloužit a udělat vše pro jeho budoucí dosazení na trůn (k němuž ale nikdy nedošlo). V roce 1703 James Fitzjames poprosil svého bratra o to, aby mohl přijmout francouzské státní občanství. Jakub František Stuart souhlasil s jednou podmínkou – kdykoliv to bude potřebovat, vévoda z Berwicku se na jeho žádost dostaví a bude mu věrně sloužit. O deset let později, po uzavření utrechtského míru mezi Anglií a Francií, se ale situace značně zkomplikovala. Jakub František Stuart byl nucen v rámci mírových dohod opustit Francii a jeho nevlastní bratr, James Fitzjames, mu jako občan Francie nesměl od této chvíle pomáhat. Když v roce 1715 propuklo stuartovské povstání proti ve Skotsku, požádal Jakub František Stuart svého bratra, zda by se ujal vedení armády. Ludvík XIV. ovšem svému maršálovi zakázal účastnit se této vojenské akce a James Fitzjames jeho rozkazu uposlechl. Jakub František Stuart tuto "zradu" svému bratrovi nikdy neodpustil.

### Manželky a potomci
Dne 26. března 1695 se oženil, jeho manželkou se stala Lady Honora de Burgh, Dowager Countes of Lucan, vdova po Patricovi Sarsfieldovi, hraběti z Lucanu, irském šlechtici, který byl Berwickův přítel a v roce 1693 zemřel v Belfastu, patrně následkem morové nákazy. Manželství netrvalo dlouho – Honora se při honu nedaleko městečka Downpatrick (Severní Irsko) silně nachladila a v roce 1698 zemřela na těžký zápal plic. Vévoda s ní měl jednoho syna Jamese Francise Fitzjamese Stuarta, vévodu z Liria (1696–1738)
Berwick opustil Irsko a odjel do Paříže, kde se oženil podruhé. Dne 18. dubna 1700 si vzal za ženu Annu baronku Bulkeleyovou, dceru Henryho Bulkeleye a Sofie Stuartové. S ní měl celkem 10 dětí:
- Henry James Fitzjames (1702–1721)
- Henrietta Fitzjames (1705–1739)
- Francois Fitzjames (1709–1764)
- Henry Fitzjames (1711–1731)
- Charles de Fitzjames (1712–1787)
- Laure Anne Fitzjames (1713–1766)
- Marie Emilie de Fitzjames (1715–1770)
- Edouard Fitzjames (1716–1758)
- Anne de Fitzjames (1717–1763)
- Anne de Fitzjames (1720–1721)

### Smrt
Roku 1710 James FitzJames s aktivní vojenskou dráhou skončil a začal psát své paměti, ale v roce 1733 byl naléhavě vyzván králem Ludvíkem XV., aby převzal velení nad francouzskými ozbrojenými silami v Německu. Ludvík XV. se totiž oženil s Marií Leszczyńskou, dcerou polského krále, který byl 1733 zbaven trůnu a uprchl do Paříže, kde žil v exilu. Ludvík mu chtěl dopomoci zpět na trůn, čemuž bránili Habsburkové. Vévoda Berwick se střetl s rakousko-českou armádou 12. června 1734 v Bádensku u města Philippsburg. Češi (3. plzeňský regiment, vedený plukovníkem Petrem Radeckým (1678–1743), dědečkem pozdějšího slavného maršála Jana Radeckého, zahájili dělostřeleckou palbu na francouzské pozice severně od pevnosti Philippsburg. Pod tlakem plzeňského regimentu se Francouzi dali na útěk. Jednou z dělostřeleckých koulí byl zasažen a usmrcen vévoda Berwick.